# 静岡県道398号上稲子長貫線
静岡県道398号上稲子長貫線（しずおかけんどう398ごう かみいなこながぬきせん）は、静岡県富士宮市内を通る一般県道である。

## 概要

### 路線データ
- 起点：静岡県富士宮市上稲子字落合
- 終点：静岡県富士宮市長貫（静岡県道10号富士川身延線交点）

## 沿革
- 1993年（平成5年）4月1日 - 認定[1]

## 地理

### 通過する自治体
- 静岡県富士宮市

### 接続する道路
- 富士宮市道（起点：富士宮市上稲子字落合）
- 国道469号（富士宮市上稲子字北ケ谷戸 - 富士宮市下稲子（「稲子駅」南方））
- 静岡県道10号富士川身延線（終点：新内房橋交差点）

### 周辺
- JR身延線 稲子駅
- 富士川